# Busö fjärden
Busö fjärden är en fjärd i Finland. Den ligger i landskapet Egentliga Finland, i den södra delen av landet, 150 km väster om huvudstaden Helsingfors.
Busö fjärden avgränsas av Bötsön i nordöst, Busön i öster, Kannskäret i sydöst, Ekeskäret i söder, Arlanden i sydväst, Örö i väster samt Bärsskäret i nordväst.